# 李尔的孩子们

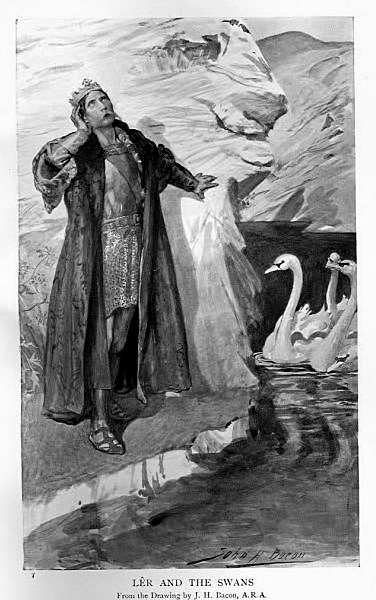
《李尔王和天鹅》，H.R.米勒，1905年。

李尔王的孩子们 是一个爱尔兰的传说。在爱尔兰的故事中，李尔王(Lir)被称为Clann Lir或Leannaí Lir（"Lir"是"Lear"的所有格，并且更常被用作英国人的名字）。这个故事中的“李尔王”有可能是莎士比亚著作中“李尔王”的原型。记述爱尔兰神话的许多散文及诗歌是从中世纪手稿中被发现的，这个传说是其中的一部分。而早期爱尔兰神话又是凯尔特神话中的一部分。
在后基督化时代里，这个混合了魔法元素的故事，寓言着（基督的）信仰能解脱苦难得到自由。
|  | 在暴风雨里你凝然伫立，孩子们的王！ 从此你将要同飞禽一起哭泣。 |

## 概述
在一次大战后，鲍伯·德格(Bodb Derg)被推举为Tuatha Dé Danann（爱尔兰神话传说中的一个国家）的国王，而李尔王为此深感不快。为了安抚李尔王，德格把他的一个女儿，阿依托(Aoibhto)，嫁给了李尔王。阿依托为李尔王生育了四个孩子：孪生姐弟斐安尼奥拉(Fionnuala)、奥德赫(Aodh)，孪生兄弟菲奥切拉(Fiachra)、康恩(Conn) 。
阿依托去世后，她的孩子们非常想念妈妈，李尔王为此苦恼万分。为此，德格又把他的另一个女儿阿伊菲（Aoife）嫁给了李尔王.
孩子们很受父亲和众人的喜爱，为此阿伊菲感到嫉妒，密谋要除掉孩子们。在一次同孩子们一起去德格居所的路上，她命令仆人杀了他们，但仆人拒绝了。她怒不可遏，试图亲手杀死孩子们，但又没有胆量。最后，她施展自己的魔法，把孩子们都变成了天鹅。德格知道后，把阿伊菲永远地变成了风中的巫婆，随风漂泊，直到时间的尽头。
不幸被变成天鹅的孩子们将不得不在德拉瓦拉(Derravaragh)湖（他们父亲城堡附近的一个湖泊）住上300年，然后在莫伊尔(Moyle)海中住300年，最后在伊尼斯格洛拉(Inishglora，又名Inis Gluaire)岛附近的伊拉斯(Irrus)水域再住上三百年。即使是在九百年后，要消除这个诅咒，孩子们仍然需要得到一个基督教士的祝福。阿伊菲施咒后马上后悔了，因此被变成天鹅的孩子们得以保留了人类的心智和说盖尔语的能力。
故事开始于底但人的时代，但在这漫长的九百年里，圣帕特里克 (Patrick)已经把爱尔兰变成了一个基督教国家。

## 结局
被变成天鹅的孩子们在依次熬过了三个区域漫长的时间段后，得到了伊尼斯格洛拉岛上一个修行者麦克卡洪(MacCaomhog，或Mochua）的庇护。
为了确保永不分离，孩子们用铁锁绑在了一起。然而伦斯特()国王的妻子、芒斯特国王的女儿德欧（Deoch），听到这个故事后，想据天鹅（孩子们）为己有，所以她命令丈夫攻击了寺院，并抓住了变成天鹅的孩子们。在这次攻击中，铁链被打断了，天鹅变成了又老又枯的人。
在这个传说的另一个版本中，国王正要带着天鹅离开圣殿时，教堂的钟敲响，在基督教钟声中他们得到了自由。他们临终时每个人都受洗，死后埋葬在一起，女儿站在中间，双胞胎兄弟在她的两侧，奥德赫在她前面。
还有另外一个结局，在三个湖里熬过900年后，他们听到了钟声。当他们返回陆地，一个牧师发现了他们。天鹅请求牧师把他们变回人类，牧师办到了，但因为他们已经九百多岁，所以他们马上死了，在天堂里和爸爸妈妈幸福地生活在一起。

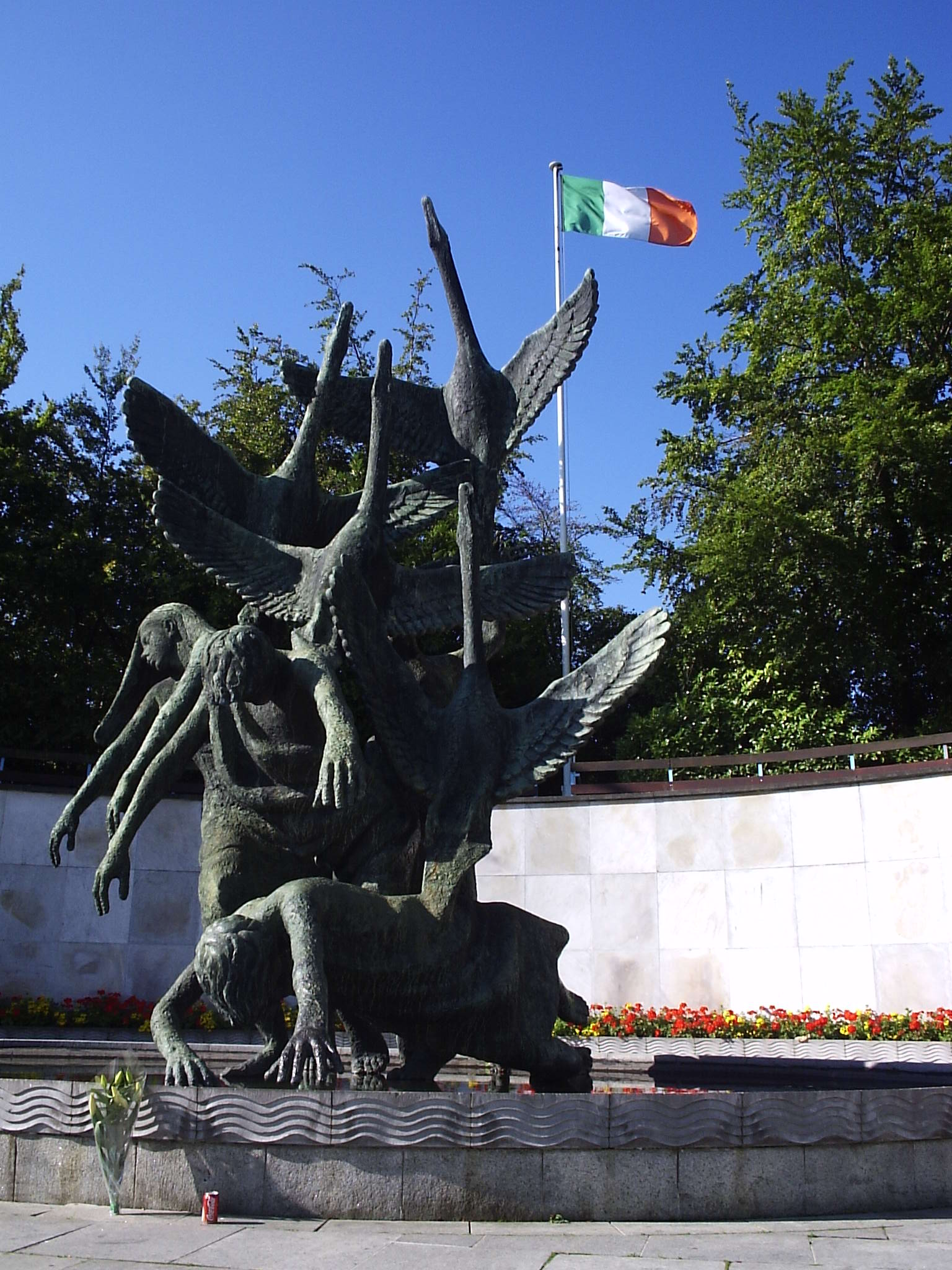
雕塑《李尔王的孩子们》，位于都柏林纪念花园。

## 文化影响
- 爱尔兰民歌《安静的莫伊尔，湖水奏出轰鸣声》（斐安尼奥拉之歌），唱的就是这个故事。
- 这个故事在爱尔兰民间故事家奥古斯塔·格雷戈里夫人1904年出版的《神祇与战士》一书中被重新叙述。[7]
- 爱尔兰古典作曲家帕特里克·卡西迪创作了一部名为《李尔王的孩子们》的清唱剧，配有歌词。
- 民谣摇滚组合“最响亮的耳语”根据这个传说在1973-74年录制了一张名为《李尔王的孩子们》的专辑。
- 有人说李尔王的城堡现址在今朗福德伯爵的塔林纳利(Tullynally)城堡，"Tullynally" 意为“天鹅山”。
- 在爱尔兰都柏林帕内尔广场的纪念花园有一座“李尔王的孩子们”雕像。它象征着爱尔兰民族的复兴。爱尔兰从英格兰（以及后来的联合王国）的统治中争取独立用了900多年的时间，就好像故事中天鹅们一样。
- 另有一个描绘同样故事的雕塑坐落在德拉瓦拉湖西北约三英里的波拉城堡旁边一个村庄的中央三角绿地。雕塑前有一个牌匾讲述了这个著名的故事。

### 在流行文化中的影响
- 作家怀特(T. H. White)在他关于亚瑟王传奇的《过往和未来的国王》一书中引用了这个故事。
- 俄罗斯有一支名为"Clann Lir"的凯尔特-民歌乐队，乐队由俄罗斯歌手、竖琴演奏家纳塔利娅·奥谢领导。
- 民谣金属乐队Cruachan在他们2002年的专辑《民间传说》发行过一首名为《李尔王的孩子们》的歌曲。
- 异教金属组合“原始”根据这个传说创作了一首歌曲。
- 爱尔兰女歌星辛妮德·奥康娜(Sinéad O'Connor)在《一个完美的印度人》[8]的歌词中有提到这个故事。
- 索拉(Sora)在她的专辑《心之木》(Heartwood)中有一首名为《李尔王的孩子们》的歌曲，讲述了这个故事.
- 北爱尔兰作曲家汉密尔顿·哈蒂(Hamilton Harty)创作了一首名为“李尔王的孩子们”的交响诗。
- 世界三大踢踏舞之一，爱尔兰史诗舞剧《欲望之舞》是根据本故事创作的。